# 中華人民共和國資訊科技產業

东亚及东南亚各地区互联网的发展（1995－2012年）

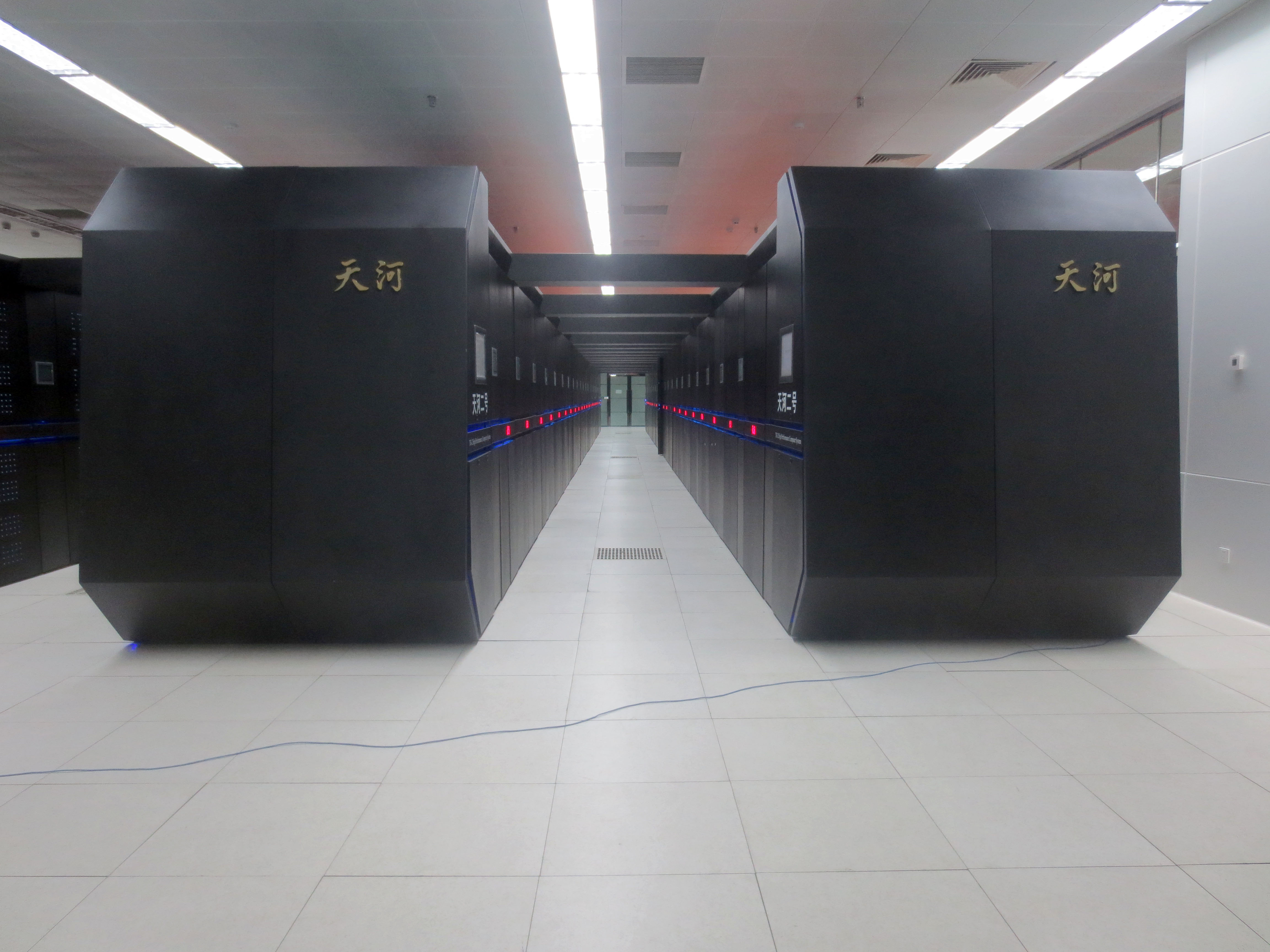
天河超级电脑

中華人民共和國的信息技术、IT产业包括硬件制造、软件开发、信息技术服务等，是目前中华人民共和国发展最快的产业。2003年，中華人民共和國IT全行业销售收入达1.88万亿元，IT产品出口额1421亿美元。IT产业占全中華人民共和國工业比重达到12.3％，占GDP的9.1％，成为第一大产业。2006至2011年间，中華人民共和國IT产业年增长28％，是同期中華人民共和國GDP增长速度的三倍。2015年，中華人民共和國IT业总收入达人民幣5.6兆元。
MyHiringClub的调查显示，中国大陆IT专业人员平均年薪为42,689美元，排名第十三位（香港排在第十位，平均年薪105,320美元）。而全球薪酬最高的四个国家依次是瑞士、比利时、丹麦和美国。中華人民共和國IT基础设施制造商和综合服务平台有联想、华为、中兴、阿里巴巴、腾讯等。台湾面板厂群创和友达、智慧手机厂宏达电、行动晶片商联发科等都受到中国大陆同行的竞争压力。

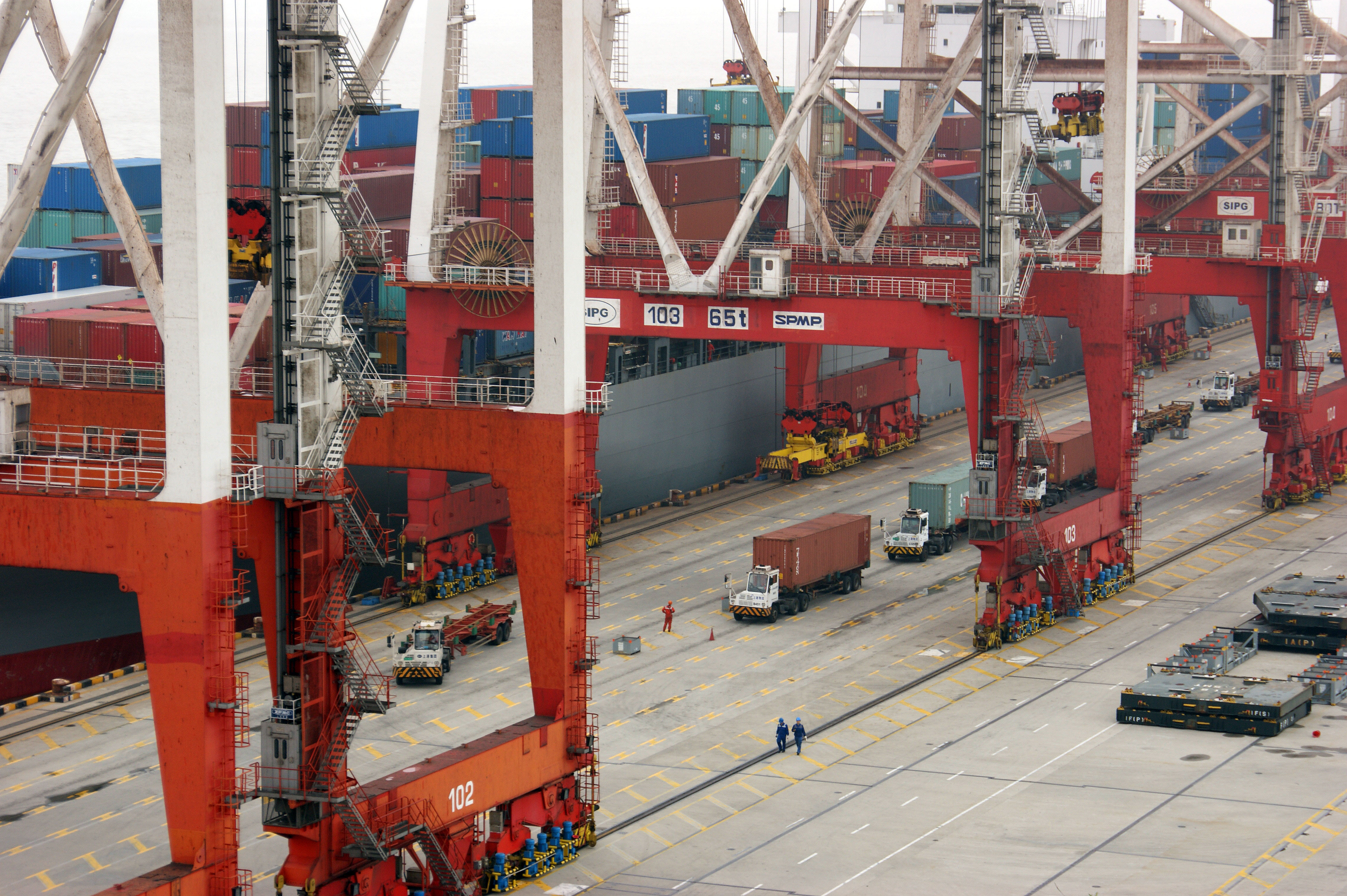
上海无人化自动码头

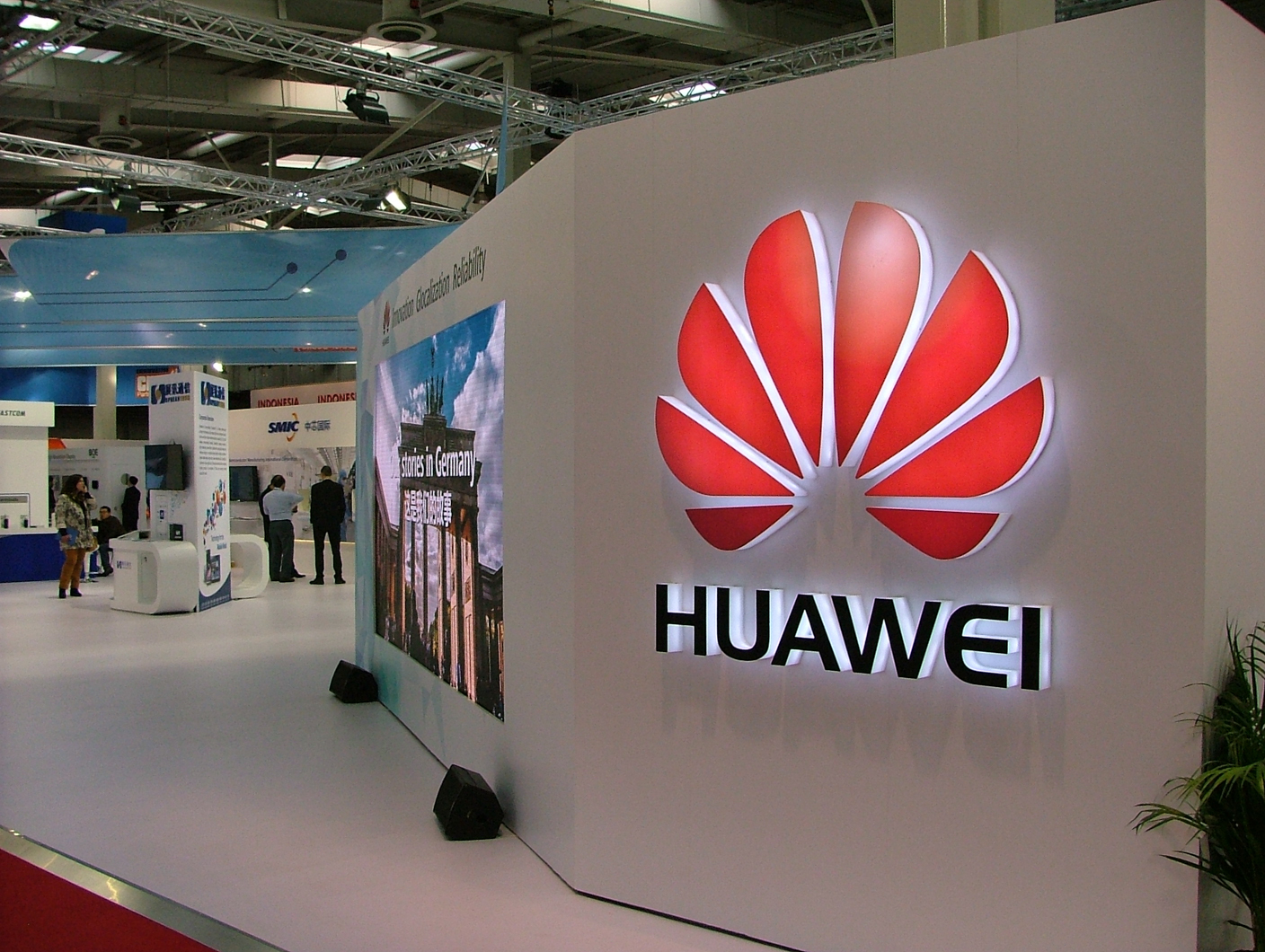
国產通讯设备卖场

## 硬件制造

### 半导体产业

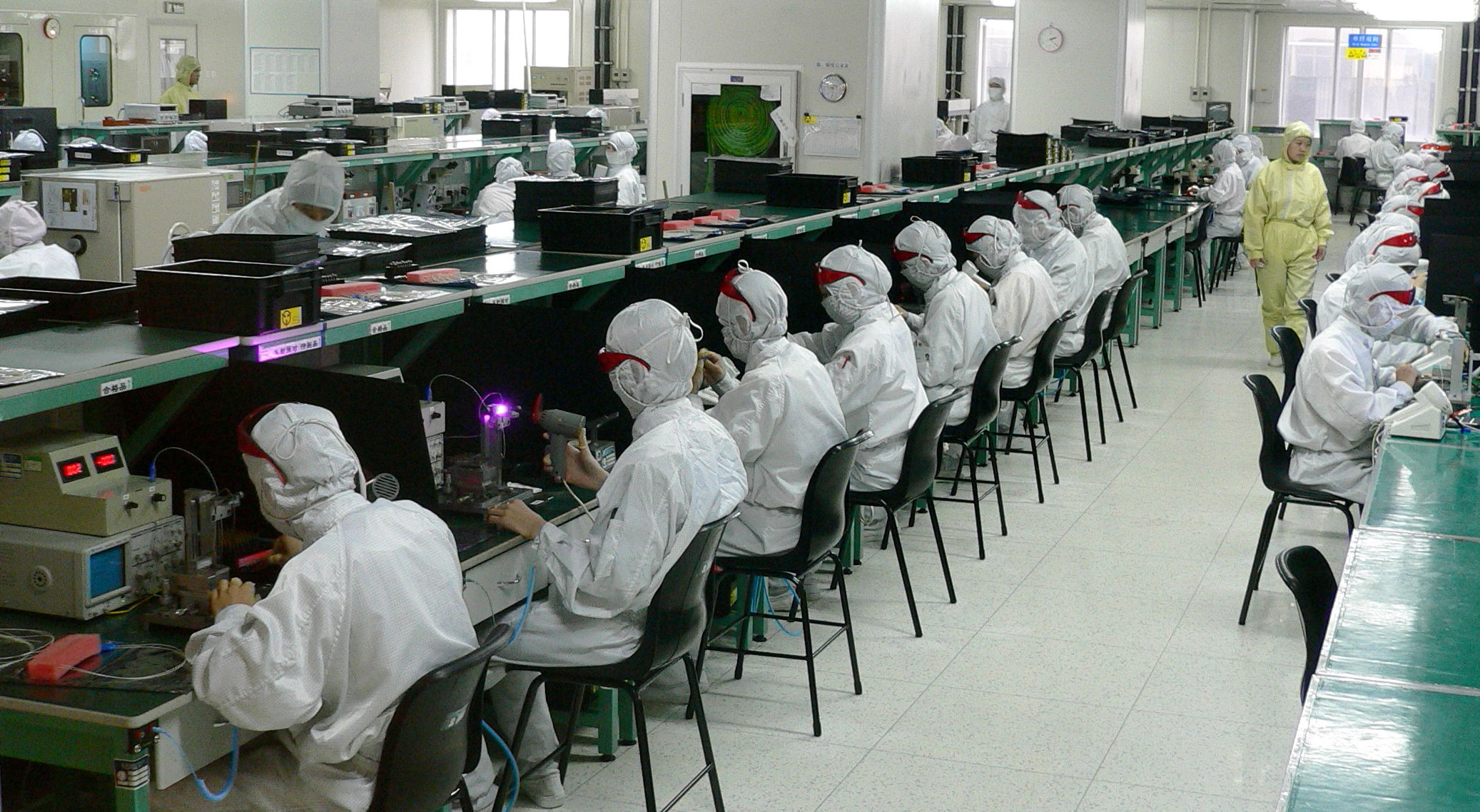
深圳的电子代工厂

2010年至2015年间，中国本土IC设计公司数量从200多家猛增至超过670家。2015年，中国集成电路设计业前10大设计企业的总销售额达540.47亿元人民币，占全行业总收入的43.79%；而全行业销售额预计将达到1234.16亿元，同比增长25.62%。近年，中国半导体企业在全球各地并购，以取得相关知识产权。
华为公司旗下的海思半导体是中国大陆最大的无晶圆厂芯片设计公司，其在消费电子、通信等领域为提供芯片与模块解决方案，其在手机芯片、移动通信芯片、家庭数字芯片、运营商设备芯片、服务器芯片等方面都取得了不俗的成绩。
紫光集团是目前中国最大的半导体制造商，曾欲收购美国内存大厂美光科技(Micron Technology)，投资参股美国硬盘制造商西部数据（Western Digital）和台湾集成电路设计龙头联发科。2015年10月紫光集团成功收购台湾半导体后段封测服务商力成科技25%的股份。

### 液晶面板
近年来，随着日本和台湾面板企业的整体实力下滑，以LGD为代表的韩国新兴面板企业和以京东方为代表的中国企业成为两股新兴崛起的力量。2015年4月20日，京东方科技集团推出两条高世代面板线计划，其中合肥10.5代线的立项使其将拥有目前全球最高面板世代线。到2015年年底，中国大陆有8条8.5代线投产，包括京东方在北京、合肥、重庆的3条线，华星光电在深圳的2条线，中电熊猫在南京的1条线，以及LGD在广州的1条线和三星在苏州的1条线。

### 移动电话
2008年中华人民共和国电信业重組将6家电信业国有企业合併为3家，为发放三种制式的3G牌照铺平了道路。从2011年开始，美国政府就以安全等理由，多次对中兴、华为等中国通信企业设限。2014年终，小米(Xiaomi)公司估值450亿美元。2016年3月，美方指控中兴涉嫌违反美国对伊朗的出口管制政策，限制其出口零部件；而中兴占据美国7%的智能手机市场份额，在所有手机品牌中排名在苹果、三星和LG之后，位居第四，制裁会中断中兴的全球供应链，并可能导致严重的元器件短缺。2016年6月，北京市知识产权局判苹果公司产品涉嫌侵犯中国一家公司持有的专利，而禁止iPhone 6和iPhone 6 Plus两款手机在北京销售。

### 超级计算机
1983年，中国第一台超级计算机银河一号研制成功，使中国成为继美国、日本之后第三个能独立设计和研制超级计算机的国家。2011年中国拥有世界最快的500个超级计算机中的74个，而十年前一个也没有上榜。2013年6月至2016年6月之间，天河二號為世界上最快的超级计算机，其中央處理器为英特爾提供，國防科技大學研發的飛騰處理器作为前端处理器，用于排程管理運算任務。2016年6月20日，神威·太湖之光擊敗天河二號，成爲世界上最快的超级计算机，這是中國大陸首度不使用英特爾等美國公司的技術產品登上第一名寶座，也是第一个完全基于中国设计、制造处理器而打造出来的超級電腦。

## 軟體开发

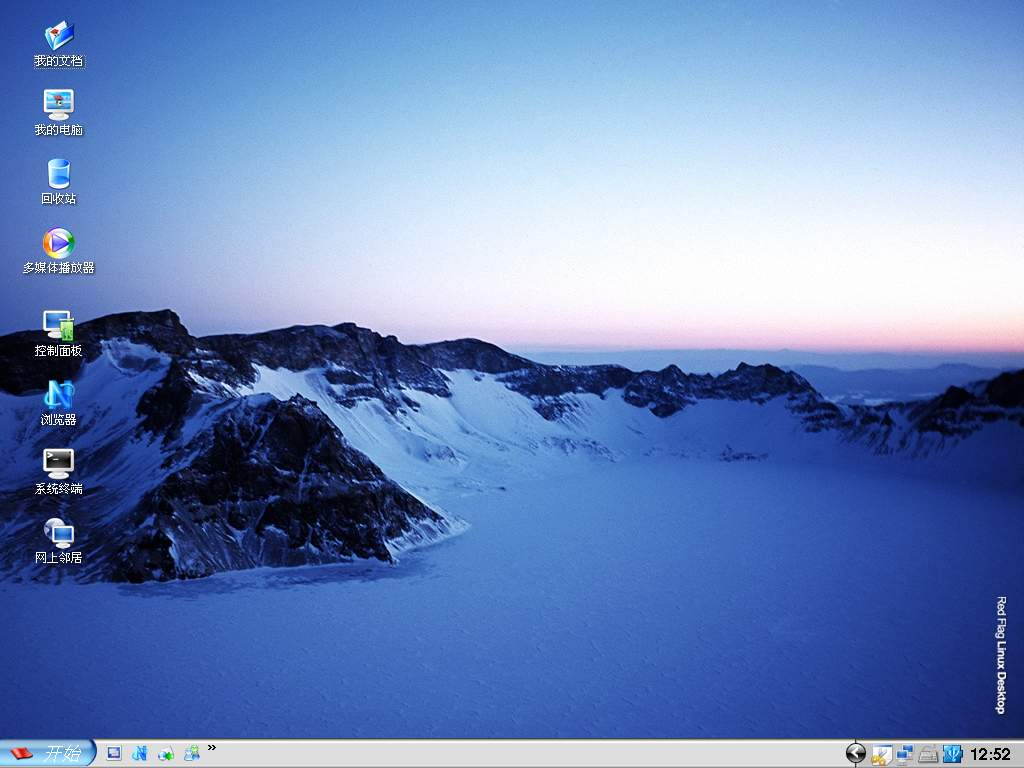
紅旗Linux由中國科學院軟體研究所和上海聯創投資管理有限公司共同開發

近年来中華人民共和國軟體產業發展迅速。2000年產業规模为593亿人民币，2003年，软件与系统集成销售收入1600亿元，软件出口额20亿美元。2005年达到907亿元，到2010年增加至18400亿人民币，复合年均增长率为36.65%。2011年，中國軟體業務收入超過1.84兆元，2014年則增加至3.6379兆元。据估计，到2017年中国的软件市场总规模将达到131亿美元。
中華人民共和國軟體出口地區分布廣泛，包括日本、南韓、美國、歐洲、東南亞、中東等地，其中日本占總額的60%。企业软件包括ERP（Enterprise Resource Planning）、SCM （Supply chain Management）、EAM （Enterprise Asset Management）、CRM （Customer Relationship Management）和金融软件均发展迅速。2014年工信部发布的“中国软件业务收入前百家企业名单”中，华为、中兴通讯、海尔集团分别以1216亿、463亿、401亿元的营收位居榜单前三名；其中中兴和华为在2013年的国际专利申请量分列全球第二、第三。

### 电子游戏

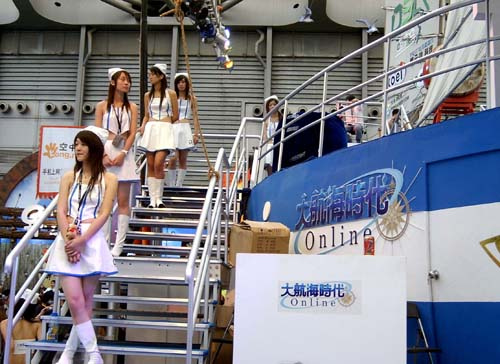
2006年Chinajoy展台一角

電子遊戲产业，涉及电子游戏开发、市场营销和销售等领域。2007年，中国网络游戏基本占据了整个游戏消费市场，家用电脑成为最主要的游戏平台，主流家用游戏机(Wii、Xbox 360和PS3)尚未在中国大陆正式登场，本土单机游戏产业的发展近乎停滞，2006年中国单机游戏的市场规模为850万美元，仅占全球游戏市场总额的0.03%。在网络游戏领域，盛大、九城和巨人与众多中小型游戏公司并存，但是多数网络游戏公司产品结构单一。
2014年，中國電子遊戲產業產值为179億美元，仅次于美国（205億），位居世界第二 。2015年，中国游戏用户数达到5.34亿人，市场实际销售收入达到1407亿元人民币；国家版权局批准出版游戏约750款，其中客户端游戏占11.2%，网页游戏占32.8%，移动游戏占49.7%，电视游戏占6.3%；中国上市游戏企业171家，企业市值47605.84亿元。2016年，中国电子游戏收入预计将达到244亿美元，有望超过美国（235亿美元）成为全球最大的电游市场。

## IT服务业

### 电子通信
2008年中國電信業重組后，只剩下中國電信、中國聯通和中国移动三大電訊供應商。2014年中国光缆安装总量达1.56亿纤芯公里，占世界光缆市场的50%。而2015年中国光缆需求已增至2.01亿纤芯公里，高达世界预计需求量的55%。
北斗卫星导航系统為联合国卫星导航委员会认定的全球卫星导航系统四大核心供应商之一。中国在2003年完成了具有区域导航功能的北斗卫星导航试验系统，并于2012年起向亚太大部分地区正式提供服务，至2020年将完成全球系统的构建。
中国全通型量子通信网技术领先。2008年研制了20km级的3方量子电话网络。2009年构建了一个4节点全通型量子通信网络，大大提高了安全通信的距离和密钥产生速率，同时保证了绝对安全性。同年，“金融信息量子通信验证网”在北京正式开通，是世界上首次将量子通信技术应用于金融信息安全传输。2014年中国远程量子密钥分发系统的安全距离扩展至200公里，刷新世界纪录。2016年8月16日，中国发射一颗量子科學實驗衛星「墨子號」，連接地面光纖量子通信網絡。

### 互联网
中华人民共和国互联网建立於1987年。1997年，丁磊在广州创立网易公司。1998年新浪成立，2000年初在納斯達克上市，新浪微博更是著名的微博客服務網站。2011年腾讯推出了微信，一款针对智慧型手機使用者的即時通訊軟體。新浪、腾讯、搜狐和网易並稱中国四大门户网站。
2008年12月，中华人民共和国互联网成为拥有世界上第一大用户群体的互联网络。2010年，Google公司因内容审查问题与中华人民共和国政府交涉无果，并最终关闭中国版网页搜索服务，退出中国市场。同样提供搜尋引擎服務的百度则长期占据中国互联网排名首位。2015年，中国政府提出“互联网+”概念，把电子商务列为重点行动之一，指出了中国網際網路未來發展的方向在2000年春季，作为当时中国电子商务协会理事、国家电子商务课题负责人曾强发表了有关电子商务发展的书籍《电子商务的理论与实战--全球"大局观"下的中国电子商务》，并被选作清华大学经济管理学院的教材。
電子商務經營模式可归纳为B2B（Business to Business）、B2C（Business to Consumer）、C2B（Consumer to Business）、C2C（Consumer to Consumer）、O2O（Online to Offline）五種。2010年，中国电子商务市场交易额已达4.5万亿元，规模最大的在線交易平臺属于阿里巴巴集團。2015年上半年，中国电子商务交易额7.63万亿元。截至2015年6月，中国电子商务服务企业直接从业人员超过255万人，由电子商务间接带动的就业人数，已超过1835万人。